# Ragapop
Ragapop (Раґапоп) — український експериментальний електронний гурт, створений Русланою Хазіповою та Ганною Нікітіною з гурту Dakh Daughters і музикантом Антоном Очеретяним наприкінці 2018 року.
Ідея гурту полягає в тому, щоб поєднати речі, які любить кожен з учасників, в єдину суміш перформативного мистецтва та музики. У своєму саунді Ragapop вдало балансує між театральністю, постпанк естетикою та lo-fi електронікою.

## Історія
Початком гурту став фотопроєкт Руслани та Ганни в Інстраграмі.
Назва виникла, коли Руслана декілька разів поспіль не змогла вимовити прізвище тур-менеджера Dakh Daughters у Франції «Robocop», і кожного разу в неї виходило «Ragapop».
Коли Руслана зустріла гітариста Антона Очеретяного, проєкт став музичним гуртом.
Дебютний сингл та кліп гурту «Gordosti» вийшов першого травня 2020 року.
Перший EP під назвою «Siasya» і складається з трьох треків на тексти Івана Франка, включно з раніше представленим синглом «Gordosti». Робота над записом тривала півтора року в перервах між турами Dakh Daughters, реліз мав відбутися ще навесні, але гурт вимушений був перенести знімання відео у зв'язку з пандемією, а разом з ним вирішили відкласти реліз до літа. Матеріал записано на київських студіях «Звукоцех» та Lipkyzvukozapys.
2021 року у рамках проєкту ZMOVA гурт наживо виступив у Національній кінематеці України. Того ж року виходить EP «Live from Nauchfilm» записаний під час знімання. Окрім старих пісень, мініальбом включає живе виконанне нової пісні «Totally Out Of Control»
Також 2021 року гурт був номінований на Aprize Music Awards, опинившись в одному шортлисті з Heinali й ДахаБраха.
У квітні 2024 року вийшов сингл «Bo Vzhe Toy Den Koly», а у травні кліп на нього та дебютний альбом колективу «Do you listen to Ragapop?».

## Склад
- Руслана Хазіпова — вокал
- Ганна Нікітіна — вокал
- Антон Очеретяний — драммашина, сінтезатори, гітара

## Дискографія
- 2020 — Gordosti (сингл)
- 2020 — Siasya
- 2021 — Live from Nauchfilm
- 2024 — Bo Vzhe Toy Den Koly (сингл)
- 2024 — Do you listen to Ragapop?

###### Кліпи
- 2020 — Gordosti
- 2020 — Siasya
- 2024 — Bo Vzhe Toy Den Koly